# Facharzt für Kinder- und Jugendchirurgie
Facharzt für Kinder- und Jugendchirurgie, auch Kinder- und Jugendchirurg/Kinder- und Jugendchirurgin, ist in Deutschland die offizielle Bezeichnung für einen Facharzt, der sich auf die ärztliche Tätigkeit im Bereich Kinder- und Jugendchirurgie spezialisiert hat.

## Gebiet Chirurgie
Das Gebiet Chirurgie umfasst die Vorbeugung, Erkennung, konservative und operative Behandlung, Nachsorge und Rehabilitation von chirurgischen Erkrankungen, Verletzungen und Verletzungsfolgen sowie angeborenen und erworbenen Formveränderungen und Fehlbildungen der Gefäße, der inneren Organe einschließlich des Herzens, der Stütz- und Bewegungsorgane sowie der Wiederherstellungs- und Transplantationschirurgie.

## Facharzt-Weiterbildung in Kinder- und Jugendchirurgie
Um in Deutschland als Kinder- und Jugendchirurg tätig werden zu können, muss nach dem Abschluss eines Medizinstudiums und erteilter Approbation als Arzt eine mindestens 72 Monate dauernde Weiterbildung im Gebiet Chirurgie mit Erfolg absolviert worden sein.  Die Berechtigung zur Führung einer Facharzt-, Schwerpunkt- oder Zusatzbezeichnung wird nach einer mündlichen Prüfung von der zuständigen Landesärztekammer erteilt.
Die Weiterbildung muss an zugelassenen Weiterbildungsstätten absolviert werden: mindestens 72 Monate im Gebiet Chirurgie, davon müssen abgeleistet werden:
- 48 Monate in Kinder- und Jugendchirurgie
- 6 Monate in der Notfallaufnahme
- 6 Monate in der intensivmedizinischen Versorgung von Kindern und Jugendlichen.

Bis zu 12 Monate Weiterbildung können in anderen Gebieten erfolgen.
Bei der Anmeldung zur Weiterbildungsprüfung müssen der zuständigen Ärztekammer sämtliche Nachweise über die erfüllten Mindestanforderungen vorgelegt werden. Dazu gehören auch die Logbuch-Dokumentationen über alle durch die MWBO vorgegebenen Inhalte der Weiterbildung. Zur Weiterbildungsprüfung muss man darlegen, dass man über die entsprechenden Kenntnisse, Erfahrungen und Fertigkeiten im Fach verfügt.

### Inhalte der Weiterbildung
Zur Weiterbildungsprüfung muss dargelegt werden können, dass man Kenntnisse, Erfahrungen und Fertigkeiten unter anderem in folgenden Bereichen erlangt hat:
- Gemeinsame Inhalte der Facharzt-Weiterbildungen im Gebiet Chirurgie: siehe Facharzt für Allgemeinchirurgie.

- Übergreifende Inhalte der Facharzt-Weiterbildung Kinder- und Jugendchirurgie
  - Prävention, typische Symptomatik, Früherkennung und Differentialdiagnostik kinderchirurgischer Krankheitsbilder einschließlich Beratung zur Unfallprävention im Kindes- und Jugendalter
  - Gutachtenerstellung
  - Zusammenarbeit mit Selbsthilfegruppe
- Diagnostik-Verfahren, zum Beispiel sonographische, radiologische, endoskopische Verfahren
  - Klinische Untersuchung bei Kindern und Jugendlichen unter Beachtung der Besonderheiten unterschiedlicher Altersgruppen
- Prä- und postoperative Behandlung
- Kinderchirurgische Notfälle
- Traumatologie, u. a.
  - Einleitung von Maßnahmen bei Kindswohlgefährdung, Vernachlässigung, Misshandlung und sexuellem Missbrauch
- Kinder- und jugendchirurgische Maßnahmen – insbesondere auch Behandlung von Fehlbildungen und Funktionsstörungen im Bereich von
  - Kopf und Hals
  - Thorax
  - Abdomen und Bauchwand
  - Niere, ableitende, Harnwege und Geschlechtsorgane
  - Haut und Weichteile
  - Hand und Fuß
  - Gefäße
- Tumorerkrankungen
- Strahlenschutz.[1]

Die Inhalte der Musterweiterbildungsordnung sind allerdings nur eine Empfehlung für die rechtsverbindlichen Weiterbildungsordnungen der Landesärztekammern, die hiervon abweichende Regelungen treffen können.

## Zusatz-Weiterbildungen
Fachärztinnen und -ärzte für Kinder- und Jugendchirurgie haben die Möglichkeit, sich durch Zusatz-Weiterbildung der Gebiete der unmittelbaren Patientenversorgung weiter zu qualifizieren.